# Girolamo Giovinazzo

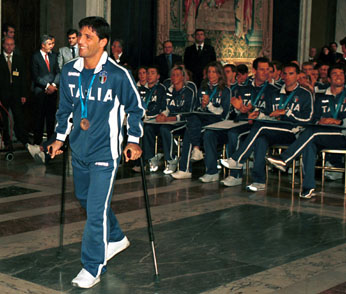
Girolamo Giovinazzo beim Empfang des italienischen Staatspräsidenten für das erfolgreiche Olympiateam 2000

Girolamo Giovinazzo (* 10. September 1968 in Rom) ist ein ehemaliger italienischer Judoka. Er gewann zwei olympische Medaillen und war 1994 Europameister.

## Sportliche Karriere
Der 1,70 m große Giovinazzo trat bis 1997 im Superleichtgewicht, der Gewichtsklasse bis 60 Kilogramm an. 1986 war er jeweils Fünfter der Junioren-Europameisterschaften und der Junioren-Weltmeisterschaften. 1987 gewann er eine Bronzemedaille bei den Mittelmeerspielen, 1988 war er Junioreneuropameister. 1989 gewann Giovinazzo seinen ersten italienischen Meistertitel. Bei den Militärweltmeisterschaften erkämpfte er 1989 eine Bronzemedaille. 1991 gewann er in Prag sein erstes Weltcupturnier und siegte bei den Mittelmeerspielen. 1992 gewann er das Tournoi de Paris und die Militärweltmeisterschaften, 1993 folgte der zweite Sieg bei den Mittelmeerspielen. Bei den Europameisterschaften 1994 erreichte er mit vier Siegen das Finale und gewann dann auch gegen Nazim Hüseynov aus Aserbaidschan. Einen Monat später siegte der Angehörige der Guardia di Finanza bei den Militärweltmeisterschaften. Bei den Europameisterschaften 1995 unterlag Giovinazzo im Halbfinale dem Georgier Giorgi Wasagaschwili, gewann aber den Kampf um die Bronzemedaille gegen Arnit Lang aus Israel. Ein Jahr später unterlag er Wasagaschwili bereits im Viertelfinale, erkämpfte aber erneut die Bronzemedaille.
Bei den Olympischen Spielen 1996 in Atlanta gewann er in der ersten Runde gegen Wasagaschwili durch Waza-ari. Mit Ippon-Siegen über den Franzosen Franck Chambilly, den Mexikaner Ricardo Acuna und den Deutschen Richard Trautmann erreichte Giovinazzo das Finale, in dem er gegen den Japaner Tadahiro Nomura nach 27 Sekunden unterlag. 1997 verlor der Italiener im Halbfinale der Europameisterschaften gegen den Franzosen Yacine Douma, gewann aber den Kampf um Bronze. Anderthalb Monate später siegte er bei den Mittelmeerspielen.
1998 wechselte Girolamo Giovinazzo ins Halbleichtgewicht, die Gewichtsklasse bis 66 Kilogramm. 1999 erreichte er das Finale der Europameisterschaften, unterlag aber dem Franzosen Larbi Benboudaoud. Im August 1999 siegte er bei den Militärweltspielen. Bei den Europameisterschaften 2000 unterlag er in der ersten Runde gegen den Polen Jarosław Lewak, erkämpfte sich aber mit vier Siegen in der Hoffnungsrunde eine Bronzemedaille. In seinem letzten großen Wettkampf bei den Olympischen Spielen in Sydney verlor er im Halbfinale gegen Larbi Benboudaoud, im Kampf um die Bronzemedaille besiegte er den Iraner Ārash Miresmāeli.

## Italienische Meistertitel
- Superleichtgewicht: 1989, 1990, 1992, 1993, 1994, 1995
- Halbleichtgewicht: 1999